# Rezerwat przyrody Szczyt Wieżyca na Pojezierzu Kaszubskim
Rezerwat przyrody Szczyt Wieżyca na Pojezierzu Kaszubskim – krajobrazowy rezerwat przyrody położony na terenie gminy Stężyca w powiecie kartuskim (województwo pomorskie), obejmujący najwyższe wzniesienie Niżu Polskiego – Wieżycę (328 m n.p.m.).
Obszar chroniony utworzony został 7 kwietnia 1962 r. na podstawie Zarządzenia Ministra Leśnictwa i Przemysłu Drzewnego z dnia 31 stycznia 1962 r. w sprawie uznania za rezerwat przyrody (M.P. z 1962 r. nr 30, poz. 136).

## Położenie i powierzchnia
Rezerwat znajduje się na terenie obrębu ewidencyjnego Wieżyca (przed 2023 r. część sołectwa Szymbark) w Nadleśnictwie Kartuzy. Obszar chroniony położony jest w całości w obrębie obszaru Natura 2000 „Uroczyska Pojezierza Kaszubskiego” PLH220095, a także na terenie Kaszubskiego Parku Krajobrazowego i jego otuliny. Przez rezerwat przebiega czarny szlak turystyczny PTTK, a na szczycie Wieżycy wzniesiono 35-metrową wieżę widokową.
Według aktu powołującego rezerwat obejmuje powierzchnię 26,47 ha. Nowsze źródła podają powierzchnię 33,59 ha, jednak powiększenie rezerwatu nie zostało na razie potwierdzone żadnym aktem prawnym.

## Charakterystyka
Celem ochrony jest „zachowanie ze względów dydaktycznych i społecznych fragmentu lasu bukowego o charakterze naturalnym na najwyższej kulminacji Pomorza”. Na terenie rezerwatu dominuje kwaśna buczyna niżowa z drzewostanami w wieku 120–160 lat. Występują tu gatunki roślin spotykane w zbiorowiskach kwaśnej i żyznej buczyny niżowej takie jak: czerniec gronkowy, gajowiec żółty, groszek wiosenny, kosmatka owłosiona, perłówka jednokwiatowa, przylaszczka pospolita, sałatnik leśny, szczawik zajęczy, śmiałek pogięty, zawilec gajowy i żywiec cebulkowy. Zidentyfikowano tu  również 1 gatunek chroniony ściśle – gnieźnika leśnego – oraz 3 chronione częściowo – konwalię majową, kruszynę pospolitą i przytulię wonną. Obecnie nie istnieje plan ochrony rezerwatu.